# Halichoeres rubricephalus
 Halichoeres rubricephalus és una espècie de peix de la família dels làbrids i de l'ordre dels perciformes.

## Morfologia
Els mascles poden assolir els 10 cm de longitud total.

## Distribució geogràfica
Es troba a l'illa de Flores (Indonèsia).